# حكومة المغرب
الحكومة المغربية هي السلطة التنفيذية في المملكة المغربية وتتكون من وزراء الائتلاف المكون للأغلبية ورئيس الحكومة من الحزب القائد، وهي مسؤولة أمام البرلمان، فبعد تعيين أعضاء الحكومة من قبل الملك عبر اقتراح من رئيسها يقف رئيس الحكومة أمام غرفتي البرلمان لعرض برنامج حكومته، الذي يرسم فيه الخطوط الموجهة، لعمل فريق حكومته، التي يعتزمون تنفيذها في مختلف القطاعات الوطنية، وبشكل خاص في المجالات التي تهم السياسة الاقتصادية والاجتماعية والخارجية للبلاد.
ويُشكل هذا البرنامج موضوع نقاش بمجلس النواب ومجلس المستشارين، يعقبه تصويت عليه لقبوله أو رفضه. وتحت مسؤولية رئيس الحكومة (الوزير الأول سابقًا) فإن السلطة التنفيذية تعمل على تنفيذ القوانين، والإشراف على التدابير والقرارات الإدارية.
إن المغرب باعتباره حاضنة تاريخٍ عريق وملتقىً للتأثيرات الفكرية والسياسية، يعرف حركة دائبة منذ بداية القرن العشرين، مما مكنه من مراكمة ثروة حضارية وثقافية، كانت سببا وموجها لإحداث العديد من التحولات. ومنذ عدة سنوات يعيش المغرب انتقالا سياسيا مزدوجا، تمثل علل المستوى الأول في وصول المعارضة السياسية إلى السلطة في مارس 1998، وما ترتب عن ذلك من امتدادات سياسية همت تعيين حكومة تراضٍ برئاسة المعارض الاشتراكي عبد الرحمن اليوسفي. إضافة إلى التحولات التي همت قسما كبيرا من المشهد السياسي المغربي، وشملت القوانين والإجراءات الانتخابية التي أفرزت حكومة آنذاك برئاسة الوزير الأول إدريس جطو، أما المستوى الثاني من هذه التحولات، فتمثل في تسلم جلالة الملك محمد السادس لزمام المُلك خلفا لوالده المفغور له الملك الحسن الثاني في 1999.
تعتبر حكومة عزيز أخنوش  التي عينها الملك محمد السادس في شهر أكتوبر 2021، الثالثة والثلاثين بعد استقلال البلاد في 1956.

## حكومة عزيز أخنوش
| الصورة | الوزارة                                                            | الوزير(ة)              | الحزب                     |
| ------ | ------------------------------------------------------------------ | ---------------------- | ------------------------- |
|        | رئيس الحكومة                                                       | عزيز أخنوش             | حزب التجمع الوطني للأحرار |
|        | الأمانة العامة للحكومة                                             | محمد حجوي              | بدون انتماء سياسي         |
|        | وزارة الداخلية                                                     | عبد الوافي لفتيت       | بدون انتماء سياسي         |
|        | وزارة الشؤون الخارجية والتعاون الإفريقي والمغاربة المقيمين بالخارج | ناصر بوريطة            | بدون انتماء سياسي         |
|        | وزارة الأوقاف والشؤون الإسلامية                                    | أحمد التوفيق           | بدون انتماء سياسي         |
|        | وزارة الصحة والحماية الاجتماعية                                    | خالد آيت الطالب        | بدون انتماء سياسي         |
|        | وزارة الاقتصاد والمالية                                            | نادية فتاح العلوي      | حزب التجمع الوطني للأحرار |
|        | وزارة الفلاحة والصيد البحري والتنمية القروية والمياه والغابات      | محمد صديقي             | حزب التجمع الوطني للأحرار |
|        | وزارة السياحة والصناعة التقليدية والاقتصاد الاجتماعي والتضامني     | فاطمة الزهراء عمور     | حزب التجمع الوطني للأحرار |
|        | وزارة التربية الوطنية والتعليم الأولي والرياضة                     | شكيب بن موسى           | حزب التجمع الوطني للأحرار |
|        | وزارة التعليم العالي والبحث العلمي والابتكار                       | عبد اللطيف ميراوي      | حزب الأصالة والمعاصرة     |
|        | وزارة الإدماج الاقتصادي والمقاولة الصغرى والشغل والكفاءات          | يونس سكوري             | حزب الأصالة والمعاصرة     |
|        | وزارة العدل                                                        | عبد اللطيف وهبي        | حزب الأصالة والمعاصرة     |
|        | وزارة إعداد التراب الوطني والتعمير والإسكان وسياسة المدينة         | فاطمة الزهراء المنصوري | حزب الأصالة والمعاصرة     |
|        | وزارة الانتقال الطاقي والتنمية المستدامة                           | ليلى بنعلي             | حزب الأصالة والمعاصرة     |
|        | وزارة الشباب والثقافة والتواصل                                     | محمد مهدي بنسعيد       | حزب الأصالة والمعاصرة     |
|        | وزارة التجهيز والماء                                               | نزار بركة              | حزب الإستقلال             |
|        | وزارة النقل واللوجيستيك                                            | محمد عبد الجليل        | حزب الإستقلال             |
|        | وزارة الصناعة والتجارة                                             | رياض مزور              | حزب الإستقلال             |
|        | وزارة التضامن والإدماج الاجتماعي والأسرة                           | عواطف حيار             | حزب الإستقلال             |

- اللائحة من الموقع الرسمي للحكومة.

## تسلسل زمني

### الثانية
حكومة المغرب 1956 أو حكومة البكاي بن مبارك الثانية هي ثاني حكومة في المغرب بعد استقلاله عن فرنسا سنة 1955. تم تأسيس المجلس الحكومي برئاسة البكاي بن مبارك لهبيل وبتعيين من الملك محمد الخامس للمرة الثانية على رأس هذا المجلس يوم 26 أكتوبر 1956 وضلت صلاحيتها حتى 16 أبريل 1958.

### الثالثة
عين الوزير الأول السيد أحمد بلافريج في 12 مارس 1956 لتشكيل حكومة ثالثة.

### الرابعة
ترأس الأستاذ عبد الله إبراهيم رابع حكومة في تاريخ استقلال المغرب في 24 ديسمبر 1958. وهي أول حكومة ذات توجه اشتراكي.

### الخامسة والسادسة والسابعة
في 27 مارس 1960 عين الملك محمد الخامس خامس حكومة. كما قاد الملك الحسن الثاني، وكان وليا للعهد آنذاك، الحكومة السادسة التي تأسست في 4 مارس 1961، والحكومة السابعة في 2 يوليو 1961.

### الثامنة
وترأس الحكومة الثامنة في 5 يناير 1963 السيد أحمد بلافريج كممثل شخصي للراحل محمد الخامس.
في 13 فبراير 1963 عين الوزير الأول أحمد باحنيني على رأس الحكومة الثامنة.

### التاسعة والعاشرة والحادية عشر
وفي 8 يونيو 1965، قاد الملك الحسن الثاني الحكومة التاسعة إلى 11 نوفمبر 1967، تاريخ تعيين الحكومة الحادية عشر التي ترأسها الوزير الأول محمد بنهيمة الذي عوضه على رأسها أحمد العراقي في 7 أكتوبر 1969.

### الثانية عشر والثالثة عشر
وفي 6 غشت 1971، عين محمد كريم العمراني، وزيرا أولا على رأس الحكومة الثانية عشرة، وثم على رأس الحكومة الثالثة عشر بتاريخ 12 أبريل 1972.

### الرابعة عشر والخامسة عشر
وقاد السيد أحمد عصمان الحكومة الرابعة عشرة بتاريخ 20 نوفمبر 1972، والخامسة عشرة التي انتهت مهمتها بتاريخ 10 أكتوبر 1977.

### السادسة عشر والسابعة عشر
وقد تولى رئاسة الحكومة السادسة عشر الأستاذ المعطي بوعبيد بتاريخ 27 مارس 1979. وأعيد تعيينه لنفس المنصب في 5 نوفمبر 1981.

### الثامنة عشر والتاسعة عشر والعشرين
في 30 نوفمبر 1983 تمت إعادة تعيين محمد كريم العمراني لتشكيل الحكومة، وأعيد تعيينه في 11 أبريل 1985. وفي 30 سبتمبر 1986 عين عز الدين العراقي وزيرا أولا.

### الواحدة والثانية والعشرين
في 11 غشت 1992، عين محمد كريم العمراني وزيرا أولا، وأعيد تعيينه في نفس المنصب في 11 نوفمبر 1993، على رأس الحكومة الواحدة والعشرين.

### الثالثة والرابعة والخامسة والعشرين
وقاد عبد اللطيف الفيلالي ثلاث حكومات متعاقبة، الأولى في 7 يونيو 1994، والثانية في 27 فبراير 1995، والثالثة في 13 غشت 1997.

## التناوب التوافقي
انطلقت فكرة التناوب التوافقي مع الملك الحسن الثاني في 1992، ملازمة لنقاش عام عرفته البلاد حول الإصلاحات السياسية والديمقراطية ممثلة في إطلاق سراح المعتقلين السياسيين، وتدشين مرحلة الانفراج السياسي، وتوسيع نطاق الحريات العامة، وإشراك أطراف المعارضة السياسية التقليدية في تدبير الشأن السياسي للبلاد، إضافة إلى إجراء تعديل دستوري.
وقد امتد النقاش حول الاصطلاحات السياسية والديمقراطية من بداية التسعينات إلى حين الوصول إلى فكرة التناوب، من خلال تعيين الملك الحسن الثاني، الأستاذ عبد الرحمن اليوسفي الأمين العام لحزب الاتحاد الاشتراكي، وزيرا أولا في 14 مارس 1998، وهو شخصية سياسية خبرت العمل الوطني قبل الاستقلال، وساهم مساهمة كبيرة إلى جانب شخصيات وطنية أخرى في إرساء أسس العمل الحزبي والسياسي.
بداية من عمله في إطار حزب الاستقلال، إلى أن تقلد رئاسة حزب الاتحاد الاشتراكي للقوات الشعبية، كحزب معارض خلفا للأستاذ عبد الرحيم بوعبيد. إضافة إلى مساهمته النوعية في إشاعة وخدمة حقوق الإنسان من خلال عضويته أو قيادته للعديد من المنظمات الحقوقية العربية والأجنبية.
وتجيب فكرة التناوب التوافقي على مطالب سياسية واجتماعية ملحة وآنية، إضافة إلى ضرورة تمثيل الحساسيات السياسية والحزبية في العمل السياسي الحكومي، وغير الحكومي، بما يتلازم مع ذلك من طموح لتجديد واغناء الحقل السياسي المغربي، وخلق جو جديد من الثقة بين الأحزاب، يسمح بإنجاح الانتقال الديمقراطي.
وقال الملك الحسن الثاني بمناسبة تعيين الفريق الحكومي التناوبي الجديد:
| «سيظل هذا اليوم أي (14مارس 1998) في ذاكرة المغرب الجديد، يوما تاريخيا للتناوب الذي طالما بحثنا عنه، وسهرنا على إيجاده، وبلورناه أيضا في المدة الأخيرة في خطاب العرش، وها نحن اليوم، كما ترون، كيف قدمنا جماعة وأفرادا، فكرة ناجحة عن تدبير شؤون الدولة.» |

### السادسة والسابعة والعشرين
وفي 4 فبراير 1998، كلف الملك الحسن الثاني الأستاذ عبد الرحمن اليوسفي السكرتير الأول لحزب الاتحاد الاشتراكي للقوات الشعبية، بتشكيل الحكومة السادسة والعشرون، توافق على تسميتها بحكومة التناوب، وفي 14 مارس 1998، أعلن اليوسفي عن تشكيل فريق حكومته.
وفي 26 سبتمبر 2000، أعيد تعيين عبد الرحمن اليوسفي، وكلفه جلالة الملك محمد السادس بتشكيل الحكومة السابعة والعشرين.

### الثامنة والعشرين
وبعد الانتخابات التشريعية التي جرت في شهر سبتمبر 2002، كلف جلالة الملك محمد السادس السيد إدريس جطو، بتشكيل الحكومة بتاريخ 9 أكتوبر 2002، وهي الحكومة التي أدخل عليها تعديل وزاري في 8 يونيو 2004.

### الحكومة الثلاثين
يوم 29 نونبر 2011، قام الملك محمد السادس بتعيين عبد الاله بنكيران رئيسا للحكومة، من حزب العدالة والتنمية ـ الذي احتل المرتبة الأولى في انتخابات 25 نونبر 2011 ـ وكلفه بتشكيل الحكومة.
تم تشكيل الحكومة بتحالف ضم أربعة أحزاب : حزب العدالة والتنمية، حزب الإستقلال (المنسحب من الحكومة ) تم تعويضه بالتجمع الوطني للأحرار، حزب الحركة الشعبية، وحزب التقدم والاشتراكية. وقد تم اعلان تشكيل الحكومة وعرضها على العاهل المغربي يوم 03يناير 2012 و ثم تعديلها بتاريخ 10 أكتوبر 2013 .
يوم 9 يوليوز 2013 ، إنسحب حزب الإستقلال من الحكومة، وطلب من وزرائه تقديم استقالتهم إلى رئيس الحكومة المغربية، وقدم خمس وزراء استقالتهم ماعدى وزير واحد.
يوم 10 أكتوبر 2013، عين الملك محمد السادس الوزراء الجدد من النسخة الثانية من الحكومة، بقيادة عبد الإله بنكيران، الذين ينتمون إلى الحزب الجديد المنضم للحكومة وعدد من الوزراء الغير منتمين.

### الحكومة الواحدة والثلاثين
يرأسها سعد الدين العثماني

### الحكومة الثالثة والثلاثين
برئاسة عزيز أخنوش

## وصلات خارجية
- الموقع الرسمي للحكومة المغربية
- موقع رئيس الحكومة المغربية
- موقع وزارة العدل
- موقع وزارة التجهيز والماء
- موقع وزارة النقل واللوجستيك
- موقع وزارة الأوقاف والشؤون الإسلامية
- موقع وزارة الانتقال الرقمي وإصلاح الإدارة
- موقع وزارة التضامن والإدماج الإجتماعي والأسرة
- موقع وزارة الشباب والثقافة والتواصل
- موقع وزارة الصحة والحماية الاجتماعية نسخة محفوظة 17 أبريل 2021 على موقع واي باك مشين.
- موقع وزارة الاقتصاد والمالية
- موقع وزارة الشؤون الخارجية والتعاون الإفريقي والمغاربة المقيمين في الخارج
- موقع وزارة التربية الوطنية والتعليم الأولي والرياضة